# ジョン・エミンジャー
ジョン・エミンジャー（Jonathon David "Jon" Emminger）は、アメリカ合衆国のプロレスラー。フロリダ州ニューポートリッチー出身。WWE傘下のFCWにラッキー・キャノン（Lucky Cannon）のリングネームで所属していた。

## 来歴
2008年、WWEとディペロップメント契約。7月に傘下団体のFCWにてジョニー・プライム（Johnny Prime）のリングネームでデビュー。主にタッグ戦線で活動するも、パートナーは特に決まっていなかった。2009年からシングルに転向し、中堅の位置として活躍。
2010年、NXTのシーズン2にルーキーとして参加。リングネームをラッキー・キャノン（Lucky Cannon）に変更し、マーク・ヘンリーをプロに迎え、第6位という結果に終わった。NXTシーズン2が終了してからはFCWに戻った。
2011年2月、ボー・ロトンドからFCWフロリダヘビー級王座を奪取。3月にはNXTシーズン5に今までNXTに参加し、脱落したレスラーたちが再びNXTの頂点を目指すという名目で参戦することが決定。プロはタイソン・キッド。プロであるヨシ・タツとホストのマリースとの間で三角関係ストーリーを繰り広げた。しかし7月14日放送のNXTで脱落が決定。観客に負け惜しみを述べているところにマリースから平手打ちを喰らうという演出がなされた。その後8月8日付で解雇が発表された。
現在はリングネームをLCに変更し、インディー団体のFUW（Florida Underground Wrestling）に参戦している。

## その他
- ラッキー・キャノンというリングネームにした由来は子供の頃に何者かに襲われ瀕死の重傷を負ったものの何とか生還し、その後この地球上で生きていることを精一杯感謝するようになった、という幼少期の壮絶な体験によるもの。

## 得意技
- ラッキー・ブレイク

フィニッシャー。リバース・デスバレーボム
- ダイビング・クロス・ボディ

## 獲得タイトル
- FCWフロリダヘビー級王座 : 1回

## 入場曲
- Gasoline Upcharge
- Heavy Pettin'